# Hoist
En hoist (engelsk for "hejs") er et wirespil som en helikopter kan være udstyret med.

At hoiste er at løfte eller sænke noget med en hoist. Modsætningen er winch der trækker vandret.

## En hoist
Wirespillet kan enten være fast monteret, udtageligt eller have mulighed for at blive kørt ind/ud af helikopteren. Wirespillet er typisk drevet af hydraulik, enten fra sin egen forsyning eller fra helikopterens fælles hydrauliske system. Hydrauliktrykket bliver anvendt til at drive spillets hydraulikmotor samt til at løsne bremsemekanismen ved bevægelse. Spillet bevæger wirens krogarrangement op og ned og betjenes af et besætningsmedlem i kabinen og/eller af piloten. Krogen kan være udstyret med en svirvel, således at den kan rotere uafhængigt af wiren, samt en låsemekanisme, så fastgjort materiel/personel er sikret.
Både Flyvevåbnets Sikorsky S-61- og AgustaWestland AW-101-redningshelikoptere samt Søværnets Lynx-helikoptere er alle udstyret med hoist-arrangementer.
I tilfælde af at krogen sidder fast på et skib, kan besætningen aktivere en krudtdreven guillotine der klipper wiren over. Hoisten er derefter ubrugelig men helikopteren er fri. Den frigjorte wire vil opføre sig som en pisk og er kortvarigt farlig for sine omgivelser. 

## Anvendelse
Anvendelserne af hoist-arrangementet (hoisten) afhænger af opgaven, men kan være f.eks. hoist af læger, redningssvømmerere og gods.
Helikoptere har også mulighed for at løfte tunge laster i et net under bugen (underslung cargo). Nettet hænger i en lastekrog som piloten kan udløse. Lasten under helikopteren kan ikke hejses/fires andet end med helikopterens egenbevægelse. Denne metode må ikke forveksles med hoisten der kan hejse/fire lette laster uafhængigt af helikopteren.
| Maskiner | Spire Denne artikel om maskiner, maskindele og apparater er en spire som bør udbygges. Du er velkommen til at hjælpe Wikipedia ved at udvide den. |